# Serranus novemcinctus
Serranus novemcinctus es una especie de peces de la familia Serranidae en el orden de los Perciformes.

## Morfología
Los machos pueden llegar alcanzar los 32 cm de longitud total.

## Distribución geográfica
Se encuentra al sur de Madagascar.